# ブロット
ブロット（フランス語: Belote）は、トランプを使ったフランスのトリックテイキングゲームである。手役（メルド）のあるポイントトリックゲームに属する。
フランスでもっとも人気のあるトランプゲームである。
切り札のJと9に特に高い点数が与えられているところに特徴がある。この特徴は、オランダのクラーフェルヤスやスイスのヤスと共通である。ブロットと同様の基本的特徴をもつゲームは、バルカン半島から中東・インドにまで広がっている。

## 概要
このゲームでは切り札のKとQのペアを「ブロット」と呼び、ゲームの名前もそこから来ている。「ブロット」という言葉の由来はあきらかでない。
ブロットがフランスで遊ばれるようになったのは比較的新しく、第一次世界大戦のころである。最初は2人用であったようだが、現在では3人や4人の版もあり、4人が2つのチームに分かれて競技することが多い。
競り（オークション）のないバージョンと、競りのあるコワンシュ（Coinche）と呼ばれるバージョンがある。

## 使用するカードとランク
ブロットでは、数札の2から6までを除いた32枚のカード（いわゆるピケ・デック）を使用する。
カードのランクは、切り札以外ではAがもっとも強く、次に10が強い。しかし切り札ではAよりもJと9が強い。ランクの高いカードは点数も多い。
| 切り札     | J  | 9  | A  | 10 | K | Q |   |   | 8 | 7 |
| 切り札以外 |    |    | A  | 10 | K | Q | J | 9 | 8 | 7 |
| 点数       | 20 | 14 | 11 | 10 | 4 | 3 | 2 | 0 | 0 | 0 |

すべてのカードの点数を合計すると、152点になる。最後のトリックに勝つと10点が得られ（フランス語: dix de der）、これを合わせて合計162点となる。

## ルール
基本的な、ビッドのない4人用のバージョンを紹介する。4人の競技者のうち、向かいあった2人どうしがチームを組む。
フランスの他のゲームと異なり、プレイは反時計回りに進行する。現実には時計回りにプレイする人もあるが、ここでは反時計回りに進むものとして説明する。
最初のディーラーは何らかの方法で決める。ディーラーはプレイごとに反時計回りに交代する。

### 切り札の決定
ディーラーは各競技者に5枚の手札を配る。その次のカードを表向きにする（ターンアップ）。ディーラーの右隣から反時計回りに順に、各競技者はこのカードのスートを切り札にして競技することを宣言するか、あるいはパスする。全員がパスした場合、ターンアップのスート以外の任意のスートを切り札にして競技することを宣言するか、あるいはパスする。ここでも全員がパスした場合、プレイは行われず、次のディーラーが配り直す。
だれかがパス以外の宣言をすると、宣言した競技者がデクレアラーとなる。デクレアラーはターンアップを受けとる。ディーラーはデクレアラーに2枚、それ以外の競技者に3枚を追加で配る。最終的な手札の枚数は8枚になる。

### プレイ
ディーラーの右隣が最初のトリックをリードする。他の競技者は反時計回りに順にカードを1枚ずつ出すが、カードの出し方は他のトリックテイキングゲームと少し異なり、以下のルールに従う。
1. リードと同じスートのカードを持っていれば、それを出さなければならない。
2. リードと同じスートのカードがなく、切り札を持っていれば、切り札を出さなければならない。このとき、場にほかの切り札が出ていて、それよりも強い切り札を持っていれば、それを出さなければならない。持っていなければ任意の切り札を出す。
3. リードと同じスートのカードがなく、切り札も持っていなければ、任意のカードを出す。

ただし、例外として、場に出ているもっとも強い切り札を出したのが自分のパートナーである場合は、上記の切り札を出さなければならない場合でも切り札以外の任意のカードを出して構わない。切り札を出すときはこの場合でも場に出ているものより強い切り札を出さなければならない。
なお、リードが切り札である場合は、それより強い切り札を出す必要はない。
トリックは、切り札が出た場合にはもっとも強い切り札を出した競技者が勝つ。そうでない場合には、リードと同じスートでもっとも強いカードを出した競技者が勝つ。トリックに勝った競技者は、そのトリックで出たすべてのカードを獲得し、自分またはパートナーの前に裏向きにまとめて置く。トリックの勝者が次のトリックをリードする。これを手札が尽きるまで繰り返す。

### 手役の宣言
最初のトリックでカードを出すときに、その競技者が手役（メルド、フランス語: annonce）を宣言する。最近は手役を認めないこともある。
以下の手役が認められている。ここで、シーケンスは同じスートでランクの連続した3枚以上のカードを指し、ランクの順序はカードの強弱とは異なって A K Q J 10 9 8 7 の順に並ぶ。
| 種類                | 点数 |
| ------------------- | ---- |
| 3枚続きのシーケンス | 20   |
| 4枚続きのシーケンス | 50   |
| 5枚以上のシーケンス | 100  |
| A・10・K・Qの4枚組  | 100  |
| 9の4枚組            | 150  |
| Jの4枚組            | 200  |

もっとも高い手役を持っているチームだけが得点できる。同一ランクの4枚組は5枚以上のシーケンスに勝つ。そのチームは、持っているすべての手役について得点できる。1枚のカードを複数の手役のために重複して使ってはならない。
具体的な宣言のしかたは以下のようにする。最初のトリックでカードを出すときに、自分の持っている手役の最大のものの点数を宣言する（カードは見せない）。第一トリックの終了後、最大の手役を宣言したチームが得点する。もしり両チームの手役の点数が同じなら、以下のようにして比較する。
1. 役を構成するカードのうち、一番ランクの高いカードを言う。ランクの高いほうが勝つ
2. カードのランクも同じ場合（シーケンスに限られる）、切り札かどうかを言う。切り札は切り札以外に勝つ
3. 以上すべてが同じ場合は、先に宣言したほうが勝つ

通常、一番高い手役を持っている人はそれをさらして見せる。

### 切り札のKとQ
切り札のKとQのペアのことをブロット（belote）と呼ぶ。ブロットを持っている競技者は、その1枚目を出すときに「ブロット」を宣言し、2枚目を出すときに「再ブロット」（rebelote）を宣言する。ブロットは20点になる。

### 得点
どちらかのチームがすべてのトリックを取った場合、カポ（capot）といって、最後のトリックの10点のかわりに100点を得る。したがって、そのチームの（手役を除く）点数は162点ではなく252点になる。
チームごとに獲得したカードの点数・最終トリックやカポによる点数・および手役やブロットによる点数を合計する。デクレアラー側が相手チームより多くの点数を取った場合、デクレアラー側の成功となり、デクレアラー側と相手側はそれぞれ自分のチームの取った点数を得点に加える。
デクレアラー側の点数が相手チーム未満なら、デクレアラー側の得点はすべて相手チームの得点になる。つまり、デクレアラー側の宣言した手役の点数は相手チームの得点になり、相手チームは（手役の点数以外に）162点を得点する。
デクレアラー側の点数が相手チームと同点なら、相手側は自分のチームの取った点数を得点に加える。デクレアラー側は得点しない。デクレアラー側の取った点数は次回のプレイの勝者が受けとる。

### ゲームの終了
どちらかのチームの得点が決った点数（ふつうは1000点）以上に達したらゲームは終了し、得点の多い方が最終的な勝者となる。

## コワンシュ
コワンシュ（Coinche）またはブロット・コワンシェ（Belote coinchée）は、デクレアラーを競り（オークション）で決めるブロットの変種である。カードの点数やプレイそのものはブロットと同じだが、デクレアラーの決め方と得点計算が大きく異なる。競りのないブロットとの違いのみを記述する。

### 切り札の決定
ディーラーは各競技者に8枚すべての手札を配る。ディーラーの右隣から反時計回りに順に、ビッドを行うか、パスする。ビッドはチームが何点取るかを切り札の種類とともに宣言する。このとき点数は80以上の数値を10点刻みで宣言する。宣言する場合には、先行する宣言よりも高い点数の宣言をしなければならない。ある宣言に対して他の3人がパスしたら、その宣言がコントラクトとなり、その宣言をした競技者がデクレアラーとなる。
相手チームの競技者の宣言に対して、コワンシェ（coincher）を宣言することができる。コワンシェをかけられた宣言は、得点・失点が2倍になる。コワンシェに対して、元の宣言者のチームの競技者がさらにコワンシェをかけることができ（これをシュルコワンシェ（surcoincher）という）、この場合は得点・失点が4倍になる。コワンシェ・シュルコワンシェが宣言されると、それ以上の宣言を行うことはできず、コワンシェをかけられた宣言がコントラクトとして確定する。
カポ（capot）は、すべてのトリックを取ることを意味する特殊な宣言である。カポが宣言されると、すぐさまコントラクトとして確定する。カポに対してコワンシェを宣言することはできない。
4人全員がパスしたら、プレイはせずに次のディーラーが配り直す。

### 切り札なしと全部切り札
特別な宣言として、切り札のスートを指定する以外に切り札なし（sans atout）と全部切り札（tout atout）を指定することができることがある。
切り札なしではすべてのスートが A > 10 > K > Q > J > 9 > 8 > 7 の順のランクを持ち、ブロットは存在せず、カードの点数と最終トリックによる10点の合計は130点になる。
全部切り札の場合はすべてのスートが J > 9 > A > 10 > K > Q > 8 > 7 の順のランクを持ち、同じスートのKとQはすべてブロットとして認められ、カードの点数と最終トリックによる10点の合計は258点になる。

### 手役の宣言
切り札なしではJや9の4枚組は100点で、かわりにAの4枚組が200点、10の4枚組が150点になる。

### 切り札のKとQ
当然ながら、切り札なしの場合は認められない。

### 得点
各チームは、自分のチームの獲得したカードの点数、宣言やブロットによる点数、最終トリックによる点数を合計する。デクレアラー側のチームがコントラクト以上の点数を取ったとき（ただし、80を宣言したときは82以上を取らなければならない）、コントラクトは達成され、デクレアラー側のチームは「宣言した点数+実際に取った点数」を得点に加える。相手チームは「実際に取った点数」のみを得点する。全部のトリックを取った場合、カポを宣言していれば500点、そうでなければ250点のボーナスが加わる。
デクレアラー側のチームの取った点数がコントラクト未満のとき、コントラクトの達成は失敗し、デクレアラー側のチームはブロットによる20点以外の点数を得ることができない。相手チームは「宣言した点数+160」を得点に加える。コントラクトがカポの場合は相手チームが500点を得る。
コワンシェがかけられている場合、以上の点数はすべて2倍になる。シュルコワンシェならば4倍になる。
実際に得点を加えるときは1の位を四捨五入する。

### ゲームの終了
どちらかのチームが3000点に達したらゲームが終了する。